# Hraniční přechod Střelná – Lysá pod Makytou
Hraniční přechod Střelná – Lysá pod Makytou (slovensky Hraničný priechod Lysá pod Makytou – Střelná) je bývalý silniční hraniční přechod na česko-slovenské státní hranici na hraničním úseku V/1 - V/1/1 mezi českou obcí Střelná (okres Vsetín, Zlínský kraj) a slovenskou obcí Lysá pod Makytou (okres Púchov, Trenčínský kraj). Přechod leží v nadmořské výšce 453 m n. m. 
na silnici I/49; za hranicí pokračuje slovenská silnice I/49. Před zrušením byl určen pro pěší, cyklisty, motocykly, osobní automobily, autobusy a nákladní automobily.
Hraniční přechod byl zrušen při vstupu České republiky do Schengenského prostoru v roce 2007. V případě dočasného znovuzavedení ochrany vnitřních hranic je provoz na hraničním přechodu upraven Sdělením Ministerstva vnitra č. 395/2021 Sb.

## Další informace
Přechod leží v Lyském průsmyku na Bartošovském potoce, který se zde vlévá do potoka Lysky. Jižně od něj vede železniční trať Hranice na Moravě – Púchov s přechodem Horní Lideč – Lúky pod Makytou.